# Adolf Mauk
Adolf Mauk (* 8. Mai 1906 in Lauffen am Neckar; † 24. Januar 1983 ebenda) war ein deutscher Politiker der FDP/DVP.

## Leben
Nach einer landwirtschaftlichen Lehre und der Gesellenzeit legte Mauk die Prüfung zum Gärtnermeister ab und übernahm den elterlichen Betrieb. Seit 1928 engagierte er sich im Landesverband Württemberg der Obst- und Gartenbauvereine, dessen Vorsitzender er später wurde. Er beteiligte sich auch an der Gründung der Württembergischen Obst- und Gemüsewirtschafts GmbH. Nach 1945 wurde er auch in den Vorstand des Deutschen Bauernverbandes und des Deutschen Raiffeisenverbandes gewählt. Zudem war er Vorsitzender des Fachausschusses Obst und Gemüse in der Württembergischen Raiffeisen eGmbH sowie Vorsitzender der Arbeitsgemeinschaft Gartenbau und des Fachausschusses für Gemüse-, Obst und Gartenbauerzeugnisse der Zentralen Markt- und Preisberichtsstelle.

## Politik
Mauk trat zum 1. Mai 1933 der NSDAP bei (Mitgliedsnummer 3.582.489). Er gehörte später dem Deutschen Bundestag seit dem 7. April 1952, als er im Wahlkreis Heilbronn für den verstorbenen Georg Kohl nachgewählt wurde, bis 1969 an. Bei der Wahl 1953 konnte er das Direktmandat halten, danach wurde er über die baden-württembergische Landesliste der FDP/DVP ins Parlament gewählt. Den Schwerpunkt seiner Arbeit bildete die Agrarpolitik, von 1957 bis 1961 leitete er den entsprechenden Arbeitskreis der FDP-Fraktion.
Vom 29. November 1961 bis zum 21. Januar 1970 war er auch Mitglied des Europaparlaments.